# Дилижанский национальный парк
Дилижа́нский национа́льный парк (арм. Դիլիջան ազգային պարկ), часто также Дилижанский заповедник — национальный парк на северо-востоке Армении, в Тавушской области, в бассейне верхнего течения реки Агстев.

## История
Дилижанский заповедник основан в 1958 году для защиты буковых и дубовых лесов, сосен, тисовых рощ и горных озер. Площадь парка составляет 24 232 га.

## Описание
Дилижанский парк находится в бассейне рек Агстев и Гетик на абсолютной высоте 1100—2800 метров. На территории заповедника есть 102 вида деревьев, 35 видов млекопитающих, пресмыкающихся, рептилий, 120 видов птиц. Одно из лучших и живописнейших мест Дилижанского заповедника — Агарцинское ущелье. На территории заповедника находится озеро Парз, монастыри Агарцин, Гошаванк, Джухтакванк и Матосаванк.
Среди лесов заповедника, основными являются леса из дуба, бука, граба; а также березово-буковые редколесья, тисовая роща.

### Фауна
В заповеднике водятся:
- бурый медведь
- каменная куница
- персидская белка
- улар
- кавказский тетерев
- белоголовый сип и т. д.